# گرگ‌های شب

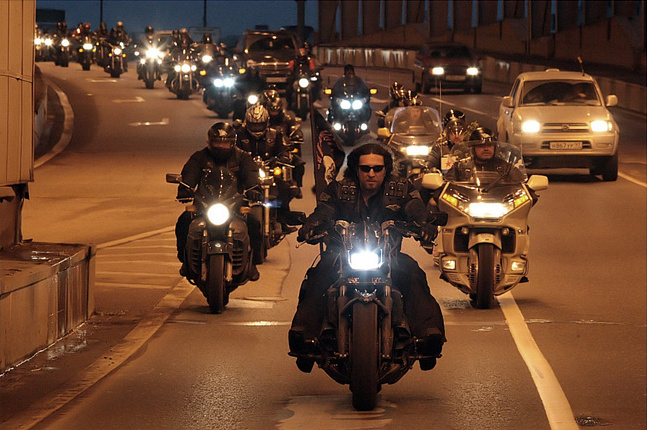
گرگهای شب

گرگ‌های شب (روسی: Ночные Волки، آوانگاری Nochnye Volki) یک باشگاه موتور سواری در کشور روسیه می‌باشد.
این باشگاه از طرفداران موسیقی راک و علاقه‌مندان موتور سیکلت تشکیل شد که به‌طور غیرقانونی در مسکو از سال‌های ۱۹۸۳ در زمان شوروی سابق کنسرت موسیقی راک برگزار می‌کردند. (نگاه کنید به سانسور در اتحاد جماهیر شوروی) در سال ۱۹۸۹، این باشگاه غیررسمی، در دوران پروستریکای اتحاد جماهیر شوروی به نام "گرگ‌های شب" رسماً تثبیت شد و بدین ترتیب"گرگ‌های شب" به عنوان اولین باشگاه موتور سواری شوروی سابق شناخته می‌شود. در آغاز سال ۲۰۱۸ گرگهای شب، در کشورهای روسیه، اوکراین، لتونی، آلمان، بلغارستان، رومانی، صربستان، استرالیا، اسلواکی، بلاروس، فیلیپین، بوسنی و هرزگوین، جمهوری صرب بوسنی، مونته‌نگرو، جمهوری چک و مقدونیه شعبه دارد. الکساندر Zaldostanov (شناخته شده به عنوان "جراح") در سال۱۹۸۹ رهبر باشگاه شد.
این باشگاه مجری برگزاری بسیاری از کلوب‌ها و کنسرتهای راک در روسیه می‌باشد. همچنین این باشگاه سالن‌های تتوی متعددی در روسیه ایجاد کرده و از بنیان‌گذاران کنوانسیون تتوی مسکو در روسیه است. در سال ۱۹۹۵ آن‌ها خط تولید لباس"Wolf Wear" و فروشگاه‌های زنجیره‌ای "Wolf Engineering" را پایه‌گذاری کردند که در این فروشگاه‌ها متخصصان مکانیک موتورسیکلت را از سرتاسر روسیه جمع‌آوری کرده‌اند. همچنین به توسعه Wolf-اورال (Волк-Урал)، نوعی موتور سیکلت، همراه با تولیدکننده قلمرو کوهستانی-اورال پرداخته‌اند. آن‌ها معمولاً سوار موتور هارلی Davidsonsمی‌شوند. همچنین مجری برگزاری "Wolf Racing" (مسابقهٔ موتور سیکلت‌ها) که در سال ۲۰۰۱ بنیان نهاده شد می‌باشند.
یک عضو از گرگ‌های شب به نام Valery Bely به خاطر اختلاف با گروه رقیب گرگ‌های شب، «باشگاه سه جاده»، در نوامبر ۲۰۱۲ هدف گلوله قرار گرفت و کشته شد. رهبر چچن، رمضان قدیروف در اوت ۲۰۱۴ به این گروه پیوست.

## فعالیت‌ها
این باشگاه به مدت زیادی در امور سیاسی و اجتماعی روسیه و مسائل مربوط به جوانان حضوری فعال داشته‌است ایجاد ارتباط با کرملین و برقراری دوستی با پوتین از جمله کارهای این گروه است. آن‌ها هم چنین در جریان شبه جزیره کریمه به دولت روسیه کمک کرده‌اند و سربازان گمنام روسی را برای کمک به مخالفان اوکراین به آنجا انتقال داده‌اند و در کنار شرکت آستانه جنگ برای روسیه جنگیده‌اند. آن‌ها همچنین در فعالیت‌های کلیسای ارتدوکس روسیه شرکت می‌کنند و پایگاه‌هایی برای «زیارت موتورسواران» کلیسای ارتدوکس روسیه تشکیل داده‌اند. 